# Lentvaris
Lentvaris (polsk: Landwarów) er en by i det østlige Litauen med et indbyggertal på 11.277(2011). Byen ligger i Trakai distriktskommune, i Vilnius apskritis, 23 km vest for Vilnius. Lentvaris er et vigtigt center for transport, da mange veje og jernbaner krydser her. Lentvaris sø ligger nær ved byen.

## Historie
I 1700-tallet lå Lentvaris, på det tidspunkt kaldet Pietuchowo, indenfor den polsk-litauiske realunion med en overvægt af polakker i den multietniske befolkning. Efter delingen af Polen blev byen en del af det Russiske Kejserrige.
Byen var ejet af den polske Sapieha-famile og senere, fra 1850, af Tyszkiewicz-familien. Efter overtagelsen byggede Tyszkiewicz-familien et Tudor-agtigt slot, der stod færdigt i 1885, og anlagde en slotspark med Édouard André som arkitekt.
I 1889 blev der oprettet en sømfabrik i på godset.
I mellemkrigsperioden var Lentvaris en del af Polen (fra 1922). I september 1939 angreb Nazi-Tyskland Polen, og ifølge Molotov-Ribbentrop-pagten besatte Sovjetunionen herefter byen. Byen blev overtaget 19. september 1939. Polske soldater, der gjorde modstand, blev tilbageholdt i nabobyen Kretynga af de litauiske styrker.
Mellem 1942 og 1943 opererede en jødisk modstandsgruppe i omegnen og minerede jerbanestrækningen tæt på Lentvaris station, på strækningen fra Vilnius til Grodno. 21 vogne med soldater og ammunition blev afsporet. Toget var på vej fra Warzawa til Vilnius

## Berømte indbyggere fra Lentvaris
- Teresa Żylis-Gara, det tyvende århundredes sopran, født i Lentvaris. I 2004 donerede hun et orgel til den polske katolske kirke i byen[3].

## Galleri
- Lentvaris slot